# Orphans of Doom (česká hudební skupina)

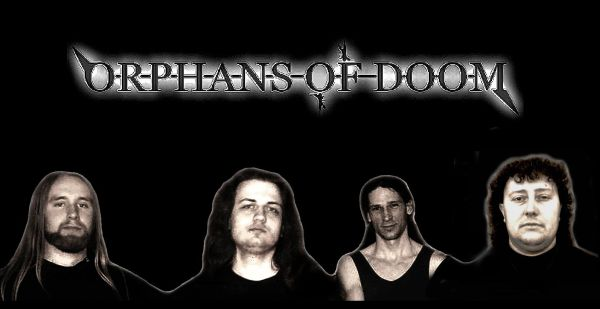
Orphans of Doom

Orphans of Doom (v překladu z angličtiny Sirotci zkázy) je česká heavy metalová kapela, oficiálně založená v roce 2005 v Kopřivnici. V předchozích letech vystupovala pod názvem Signum.

## Historie
Formace byla založena v Kopřivnici Jaroslavem Schenkem a Martinem Šostkem v roce 2003 a dostala název Signum. Ovšem již po krátké době bylo jasné, že tento název nebyl zrovna dobrou volbou, a tak se kapela ke konci léta 2004 přejmenovává na Orphans of Doom (v překladu z angličtiny Sirotci zkázy, ve zkratce O.O.D.).
Kapela si již od počátku vytkla za cíl hrát hudbu srozumitelnou široké veřejnosti. Taky v zásadě nesouhlasila s domnělými přetvářkami a "umělými aranžmá", kterými se většina moderních kapel, zejména zahraničních, snaží zaujmout posluchače, a tak se rozhodla pro plnou upřímnost k fanouškovi (posluchači), a tím mu poskytnout přirozený pocit z poslechu své produkce.
Začátkem roku 2005 přichází do kapely Marcel Vaněk a již po krátké době je na světě demo s názvem Killing Force Vol.1.
Ke konci léta téhož roku má kapela již materiál pro plnohodnotnou desku, a tak se pouští do natáčení debutního alba Before The End.
V roce 2006 Martin opouští kapelu, a tak nezbývá zbylým členům nic jiného než najít druhého schopného bubeníka.
Nakonec kapela získává velmi zkušeného hudebníka, a tím je Patrik. Krátce na to je objeven Milan a pozice baskytaristy byla taktéž obsazena.
V roce 2009 vyšlo další album The Last Kingdom. Kapela pracovala také na materiálu pro další dvě alba Universe a Ticho na Bojišti (s českými a moravskými texty), která měla vyjít v letech 2011–2012, jejich realizace se neuskutečnila.

## Destruction metal
Tento nový styl v sobě kombinuje prvky black, death, thrash, či dokonce power metalu (poznámka: tato kombinace je čistě pro demonstrativní osvětlení).
Blackové sólové riffy, udernost death metalu a trashová svižnost zaručují jedinečnost v každém směru. Styl je tvárný a klade důraz pro individuální smýšlení. Je to styl pro hudebníky, kteří nechtějí být zaškatulkování do určitého žánru.
Destruction metal je o svobodě tvořivého ducha, který nechce být pevně vázán na něco, co nevystihuje jeho vyjádření.

## Členové
Současní členové
- Jaroslav Schenk (Yara) - zpěv/kytara
- Milan Hlaváč (Nilam) - zpěv/basová kytara
- David Cavro (David) - klávesy

Bývalí členové
- Martin Šostek (Martyr) - bicí
- Petr Štěpánek - kytara
- Marcel Vaněk (VanHell) - kytara
- Patrik Mastík (Patrik) - bicí

## Diskografie
- Killing Force Vol. 1 (demo 2005)
- Before The End (LP 2007)
- The Last Kingdom (LP 2009)